# Tapis
Tapis – miejscowość w Hiszpanii, w Katalonii, w prowincji Girona, w comarce Alt Empordà, w gminie Maçanet de Cabrenys.
Według danych INE z 2005 roku miejscowość zamieszkiwało 25 osób.

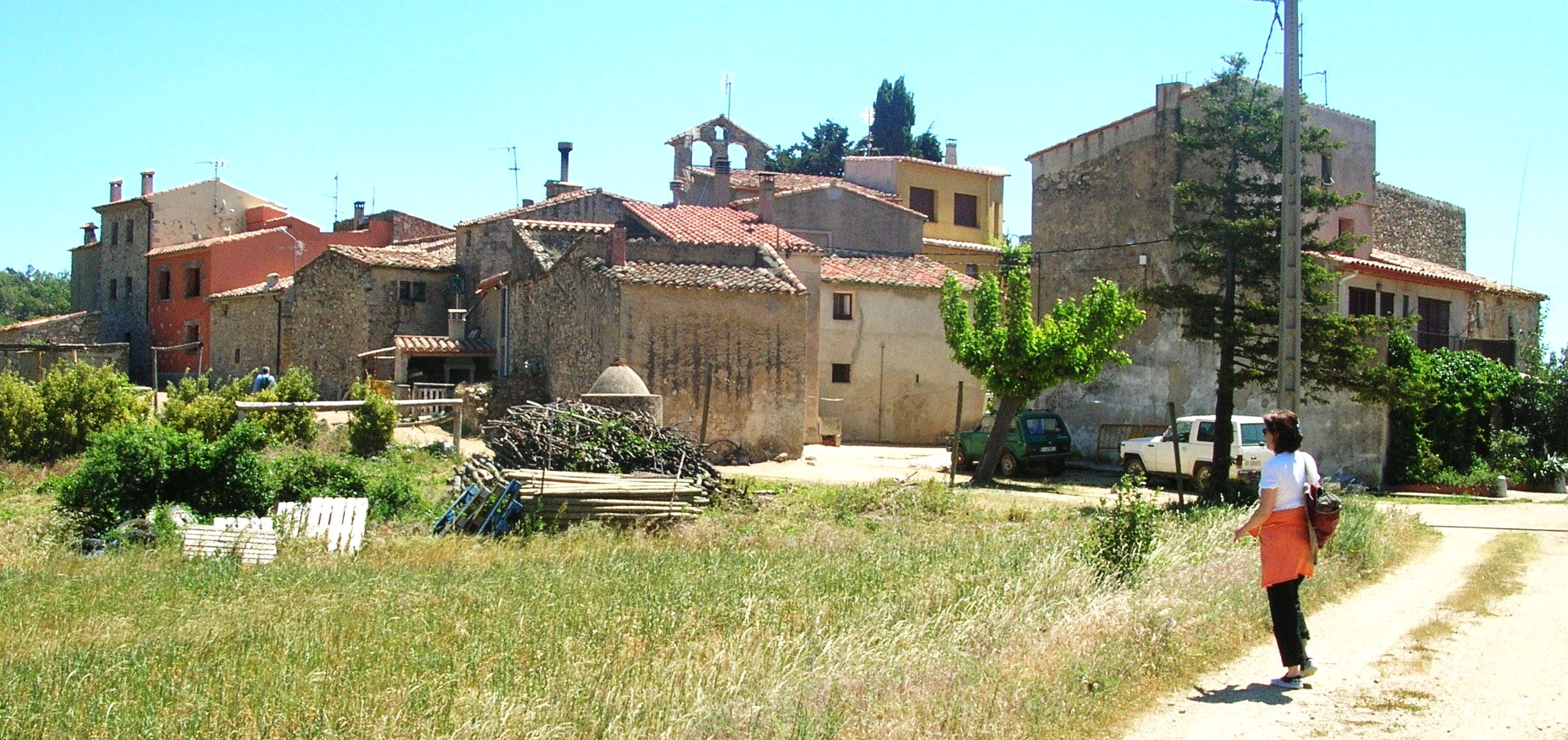
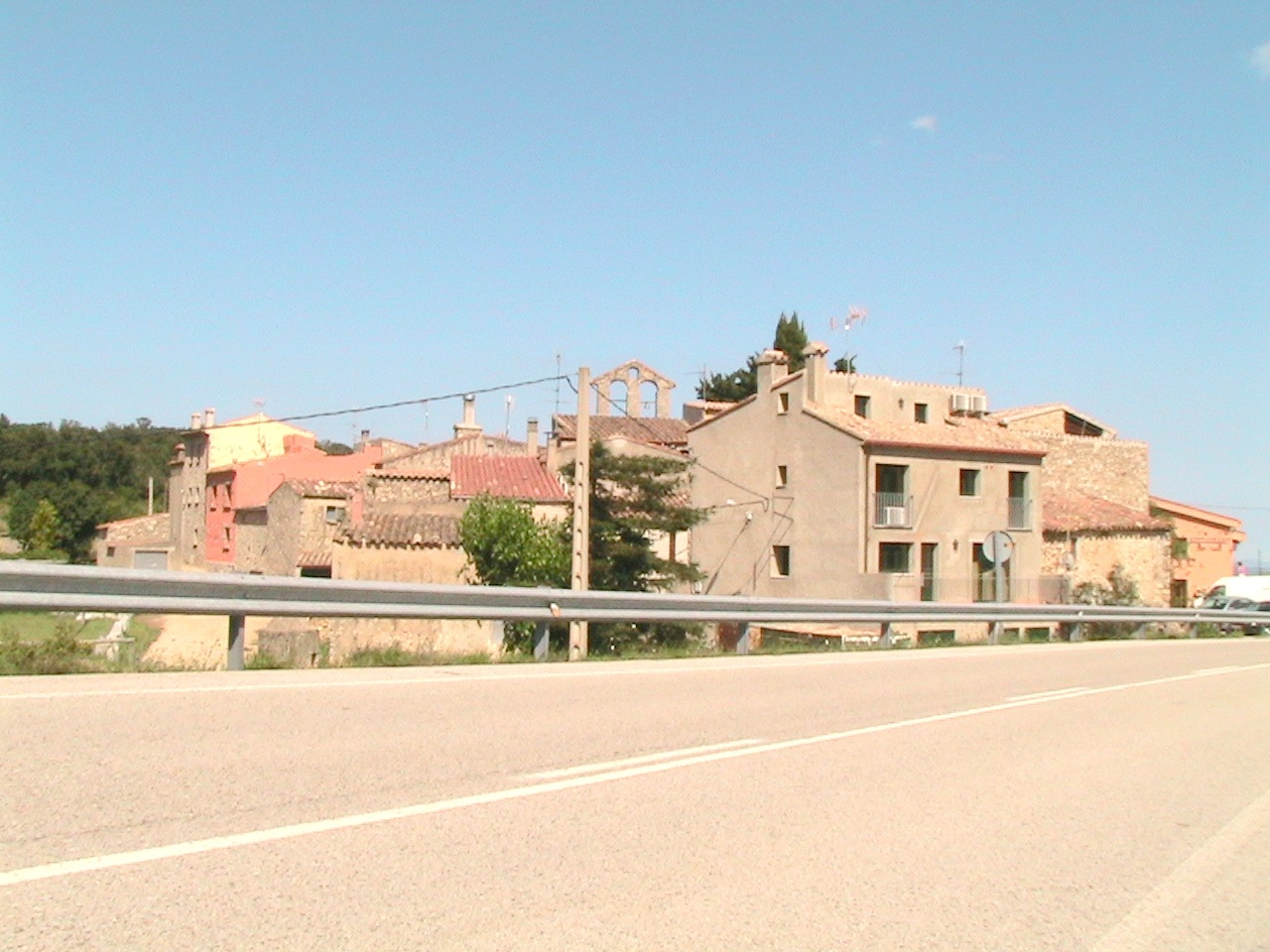
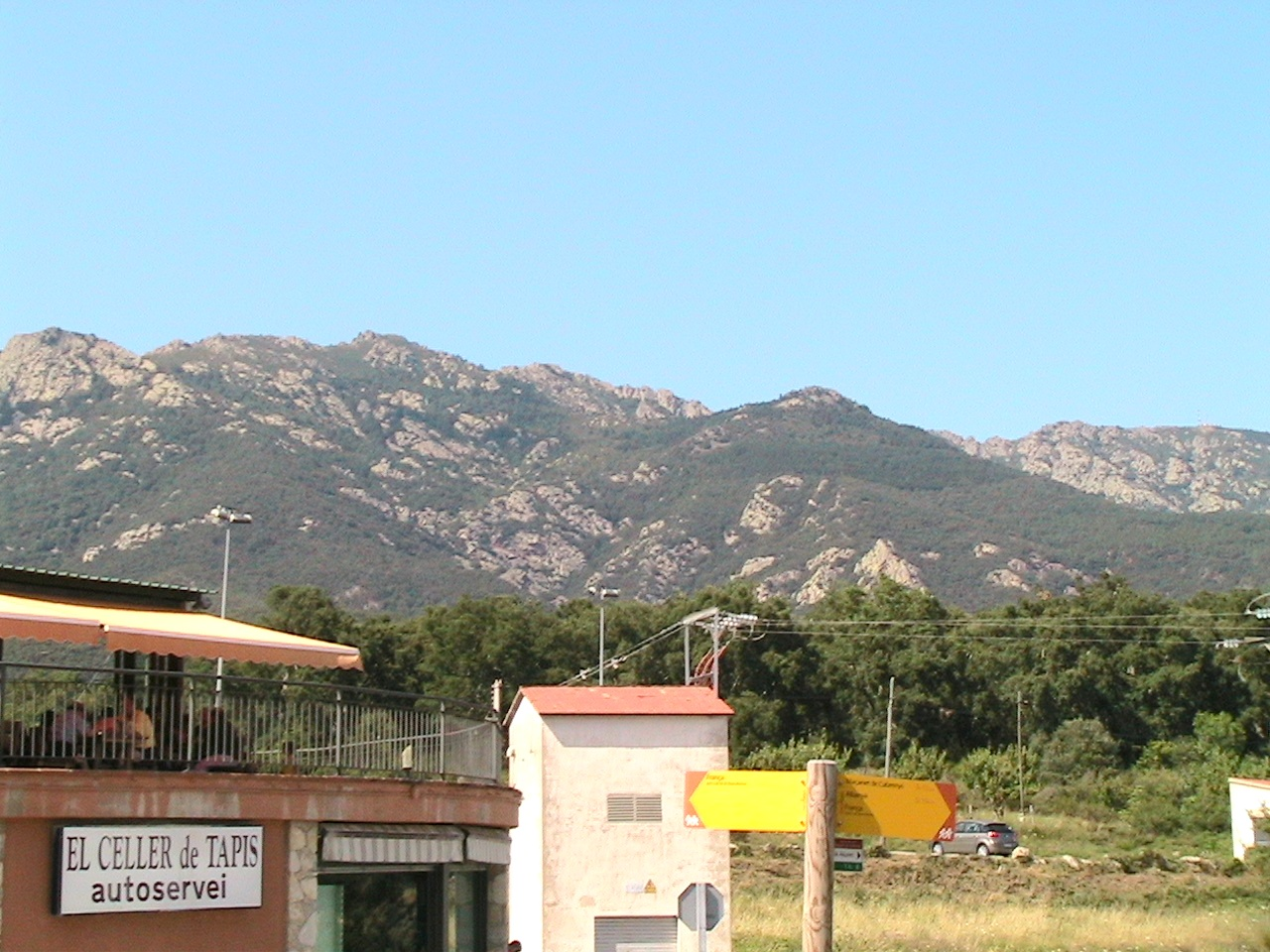
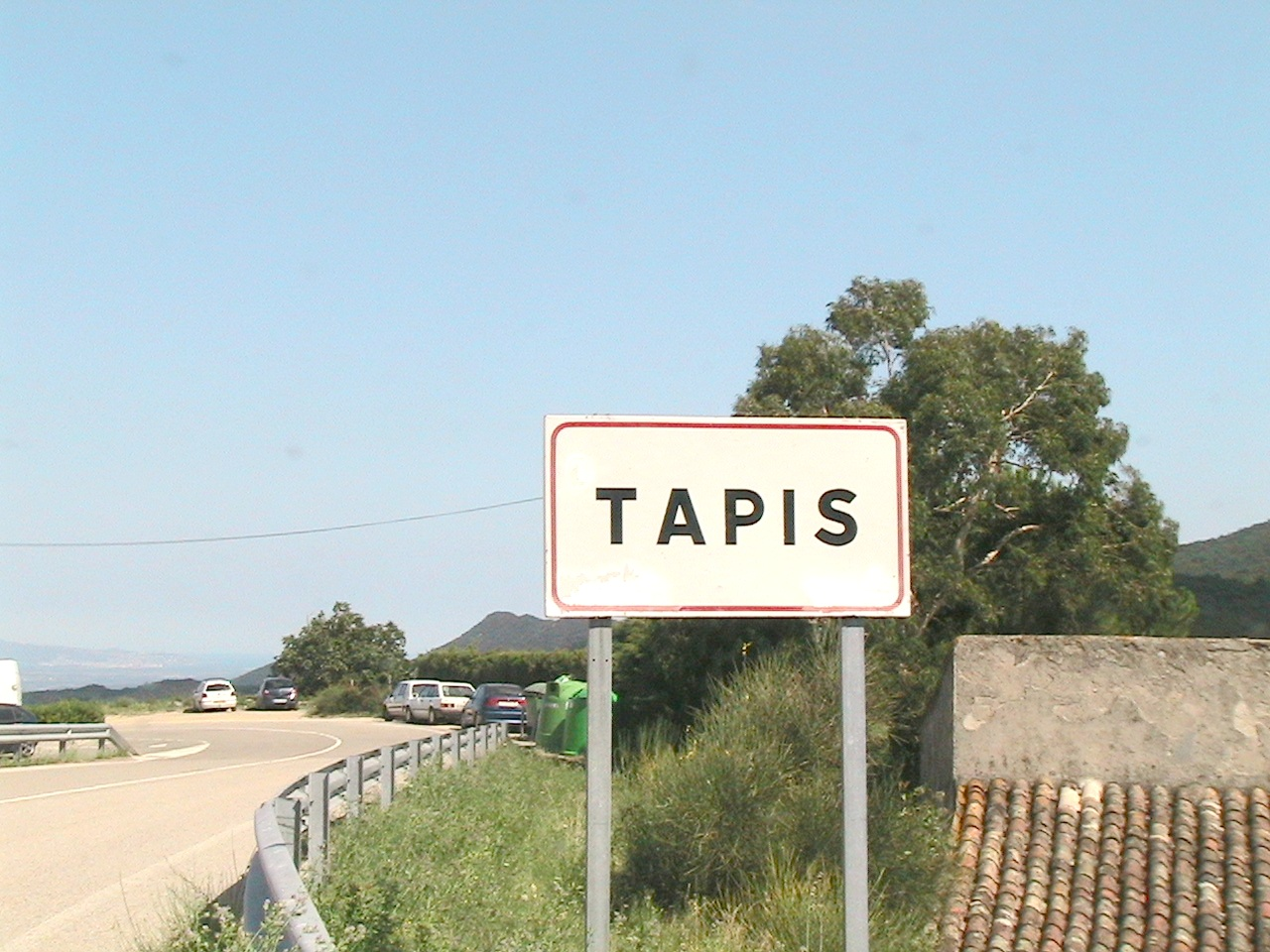
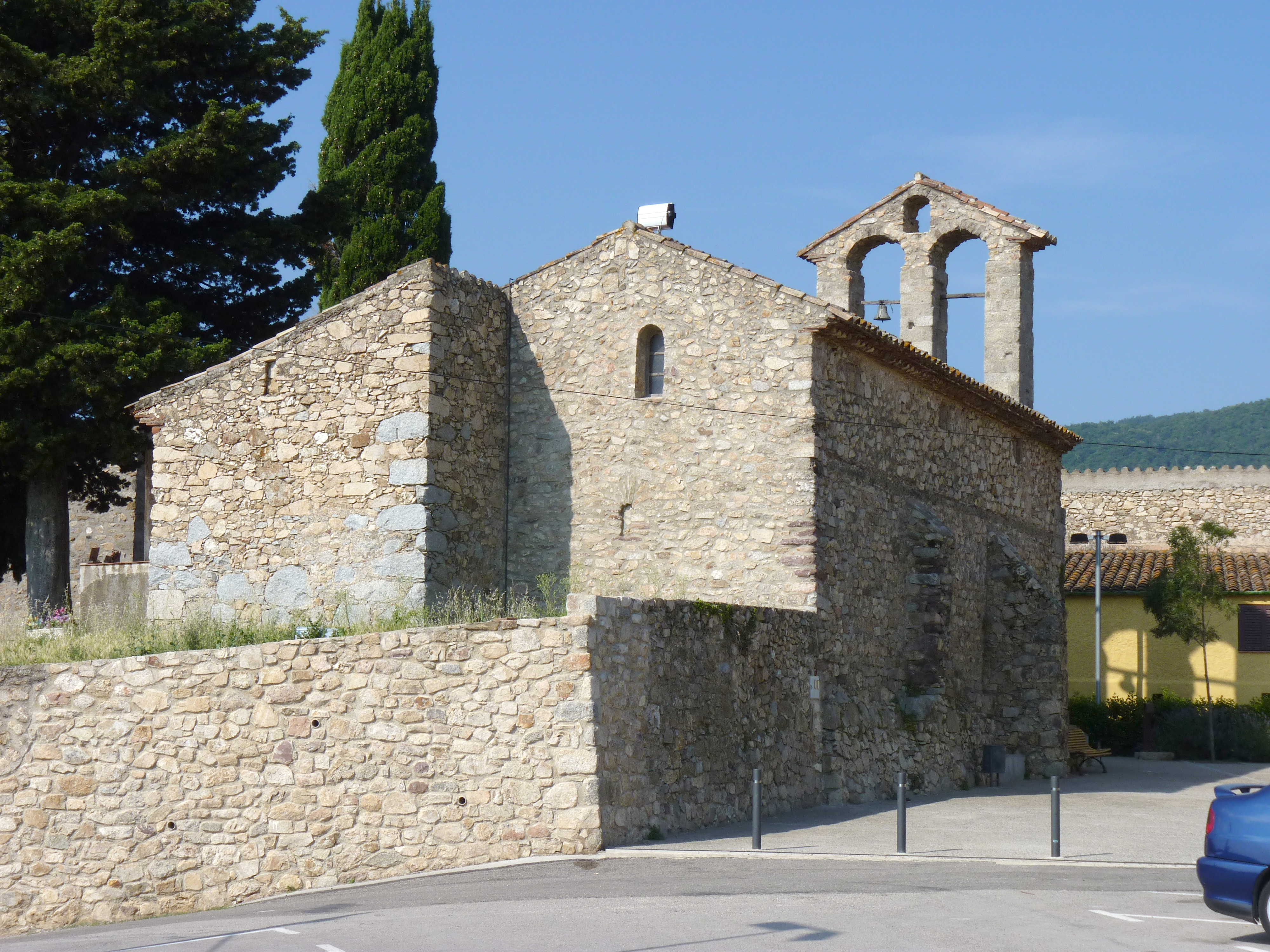
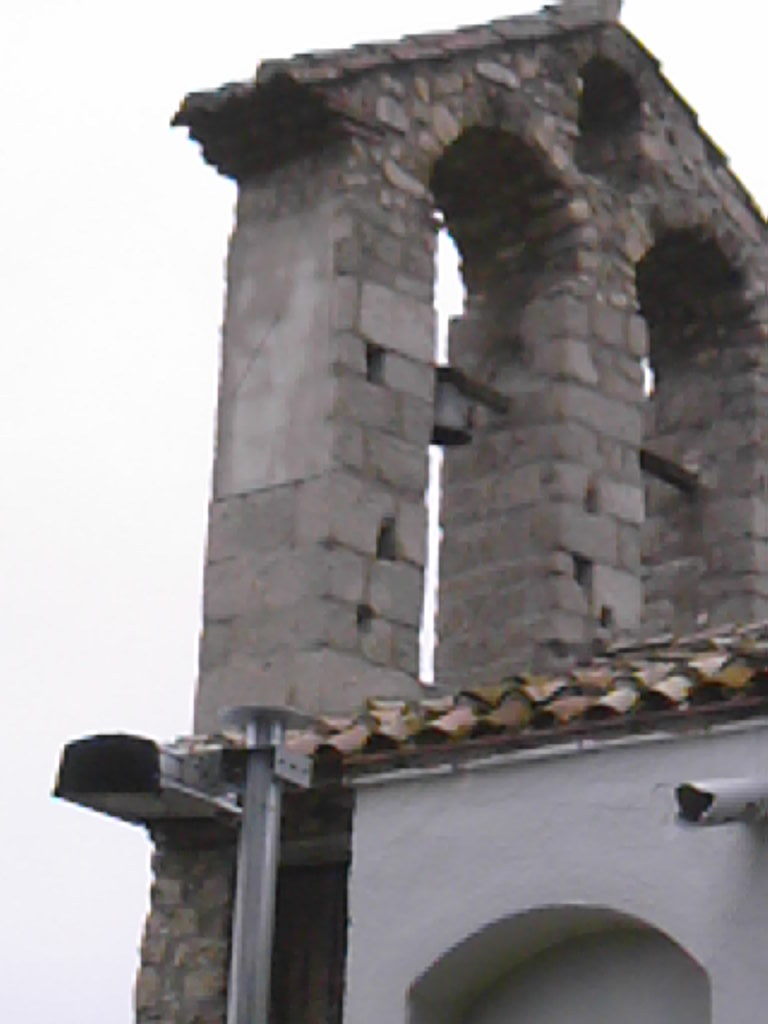
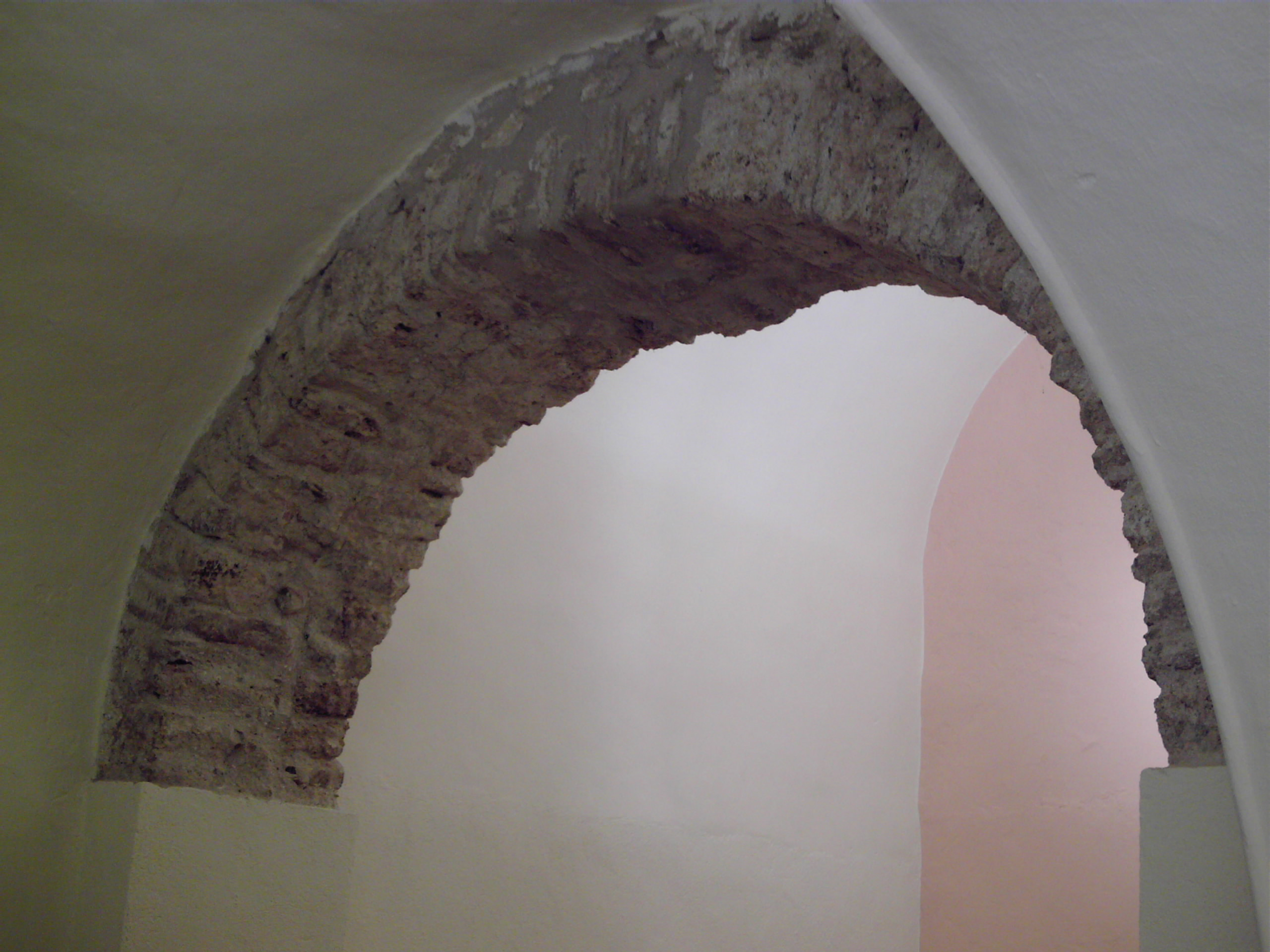
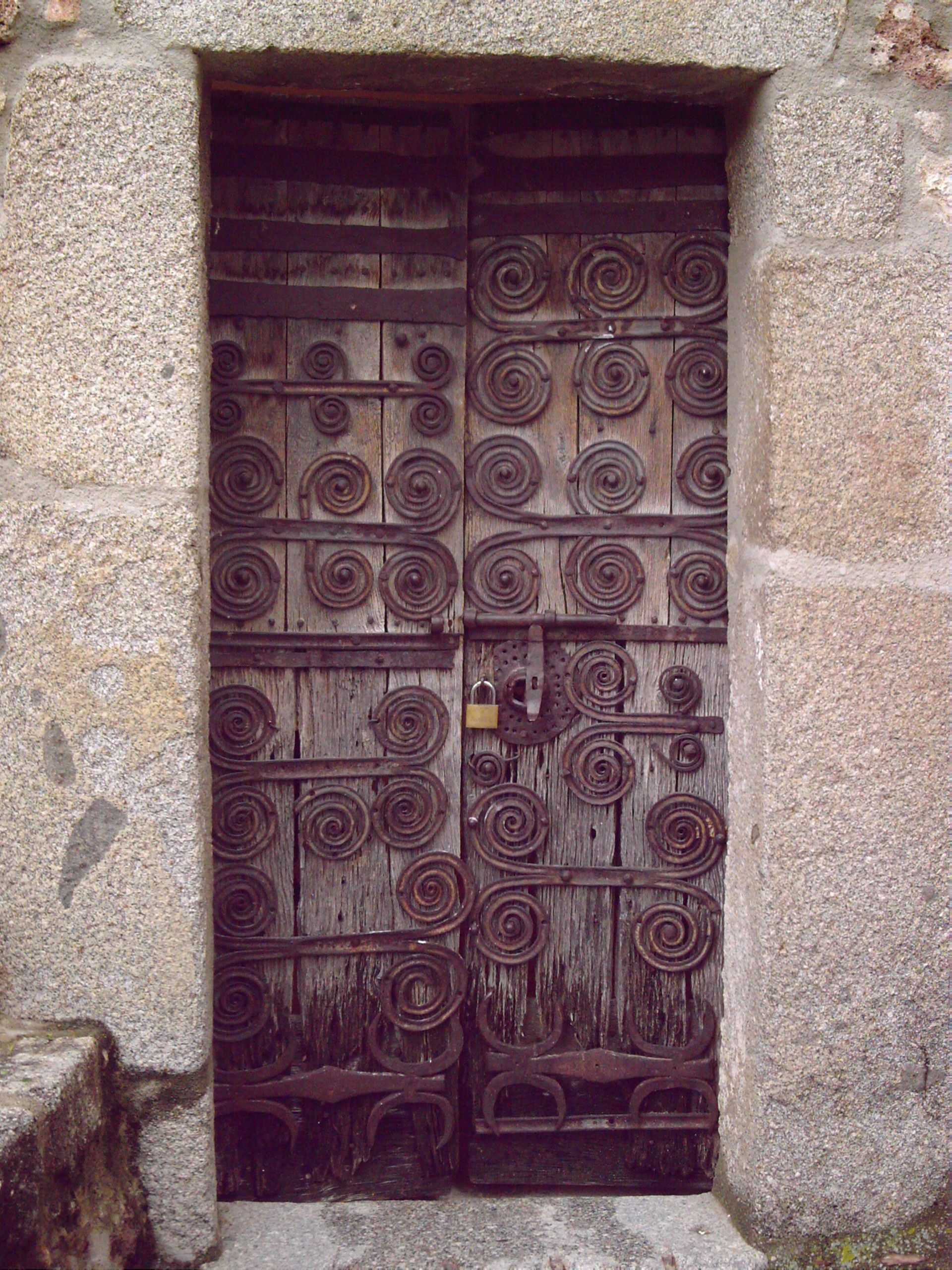